# Mauzoleum Piastów Śląskich we Wrocławiu

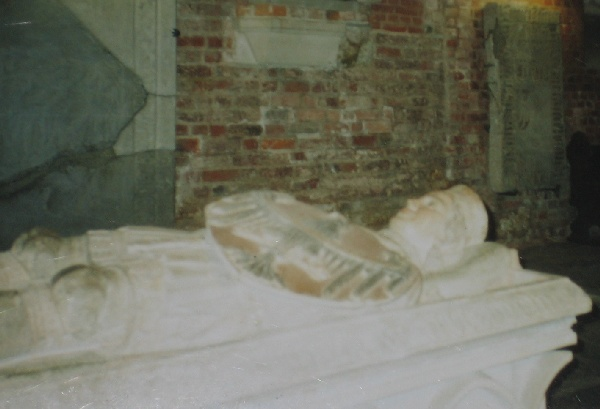
Płyta nagrobna Henryka VI

Mauzoleum Piastów Śląskich we Wrocławiu – miejsce spoczynku śląskich władców z dynastii Piastów mieszczące się w kościele św. Klary i św. Jadwigi przy pl. Nankiera, w szkole katolickiej Sióstr Urszulanek Unii Rzymskiej, w dawnej nawie głównej kościoła (obecnie jej rolę przejęła dawna kaplica św. Jadwigi). 
Kilku spośród śląskich władców z dynastii Piastów, a później pochodzące z niej przeorysze klarysek pochowano w kaplicy św. Jadwigi. Później, począwszy od 1700, przenoszono kilkakrotnie odnajdowane w czasie remontów płyty nagrobne oraz szczątki w różne miejsca w kościele. M.in. w 1857 szczątki księżnej Anny wyjęto z resztek trumny i umieszczono w szklanym sarkofagu, w 1874 na nowo wbudowano w posadzkę płyty trzech książąt, zaś w końcu XIX wieku nie zważając na nie, pokryto je nową posadzką. Zostały one odkryte ponownie po II wojnie światowej.
Zniszczoną w czasie wojny główną nawę kościoła zdecydowano się przekształcić w Mauzoleum, budując w latach 1968–1970 pod kierunkiem Edmunda Małachowicza nowy strop na wysokości pierwotnych gotyckich sklepień, funkcję liturgiczną przeniesiono zaś do mniej zniszczonej kaplicy bocznej. Na nowo zaaranżowano wnętrze dawnego kościoła, eksponując pełno postaciowy nagrobek Henryka VI, uzupełniając go o boczne ściany do wolno stojącej tumby (wcześniej znajdował się w niszy w pozycji wertykalnej). Obecnie w Mauzoleum znajdują się płyty nagrobne: Henryka III Białego, Henryka V Grubego i Henryka VI Dobrego, ostatniego z wrocławskich książąt, a także kilkunastu książęcych córek (w większości opatek klasztoru) oraz księżnej Anny, która sprowadziła w 1257 do Wrocławia zakon św. Klary. W ediculi w filarze między kaplicą a kościołem mieści się urna z sercem księżniczki Karoliny, zmarłej w 1707 ostatniej Piastówny.